# Six de Sharpeville
Les six de Sharpeville sont six manifestants Sud-africains condamnés à mort en 1985 sous l'apartheid pour le meurtre d'un adjoint au maire de Sharpeville lapidé par la foule, malgré l'absence de preuves de leur participation, puis relâchés sous la pression internationale entre 1991 et 1992. 

## Histoire
Le 3 septembre 1984, une marche de protestation à Sharpeville tourne à la violence. Des pierres sont lancées sur la maison d'un adjoint au maire, Kuzwayo Dlamimi, qui répond par des coups de fusil, provoquant une émeute, et l'adjoint au maire est assassiné. Dans les mois qui suivent, Mojalefa Sefatsa, Theresa Ramashamola, Reid Mokoena, Oupa Diniso, Duma Kumalo et Francis Don Mokhesi sont arrêtés. En l'absence de preuve de leur participation au meurtre, ils sont reconnus coupables selon la doctrine du Common purpose (en), et condamnés à mort par pendaison le 12 décembre 1985. Deux autres personnes présentes à la manifestation, Christian Mokubung et Gédéon Mokone, sont également  condamnés à huit ans de prison. Tous sont représentés par l'avocat Prakash Diar. Le juge considère en effet que bien qu'ils n'aient pas « contribué causalement » au meurtre, ils partageaient un but commun avec la foule en colère, parmi laquelle certains ont lapidé l'édile puis brûlé son corps.
Le jugement fut largement condamné par la communauté internationale, comme illégal et raciste, en particulier par les résolutions 610 et 615 (en) du Conseil de sécurité des Nations unies. Deux juristes ayant analysé l'affaire déclarèrent qu'il s'agissait d'un  "crime contre l'humanité". La communauté juridique sud-africaine montra une position plus mitigée. Sur onze professeurs de droit interrogés par le journal  The Star,  cinq étaient en faveur de l'exécution, et six y étaient opposés, dont  quatre qui évoquèrent la possibilité de réformes juridiques,  les deux autres faisant remarquer que  le cas "ressemblait à une simple vengeance". Un professeur fut envoyé à Londres pour défendre la position du gouvernement Sud-Africain sur la question. Cependant, lors d'une conférence de presse, il déclara n'avoir pas lu le dossier du procès, mais insista sur le fait qu'il n'y avait pas eu de déni de justice et que "tous les arguments avaient été entendus".
Le lendemain après que le Conseil de sécurité des Nations unies eut adopté la résolution 610 (en), un tribunal Sud-Africain accorda un mois de sursis à exécution. Des six accusés, seuls quatre firent appel, les deux autres indiquèrent qu'ils préféraient être exécutés. L'appel fut rejeté en juin 1988, ce que le Conseil de Sécurité condamna dans la Résolution 615; cependant, la pression internationale fut telle que le  Président Pieter Willem Botha commua finalement le 28 novembre 1988 les peines des 6  condamnés en peines de prison s'étalant entre 18 et 25 ans
Avec la chute de l'apartheid, les condamnés furent peu à peu libérés : Diniso et Khumalo le 10 juillet 1991, suivis par Ramashamola et Mokoena, le 13 décembre 1991 et enfin  Mokhesi and Sefatsa le 26 septembre 1992.